# Prepona
Prepona (incluindo o gênero Agrias Doubleday, 1844 a partir do início do século XXI) é um gênero, proposto por Jean-Baptiste Alphonse Dechauffour de Boisduval em 1836, de borboletas neotropicais da família Nymphalidae e subfamília Charaxinae, distribuídas do México à região sul do Brasil, em floresta tropical e subtropical úmida; se alimentando de substâncias vegetais fermentadas, como em frutos do solo, ou em exsudação, ou até mesmo em cadáveres de peixes ou estrume de mamíferos, mas também absorvendo umidade mineralizada do solo; com lagartas que se alimentam de folhas de plantas dos gêneros Andira, Erythroxylum, Hirtella, Inga, Ouratea, Quiina e Vantanea. Estão entre os Lepidoptera diurnos mais vividamente marcados e belos do mundo, com tonalidades de vermelho ou vermelho-rosado, laranja, amarelo e tons esverdeados, combinando com um intenso azul ou negro-amarronzado; ou apenas em azul e negro-amarronzado e, neste caso, recebendo a denominação de Canoa. Também são reconhecidas pelas suas fortes asas estampadas por baixo, por vezes em tons arenosos, raramente as abrindo quando em repouso e, em muitos casos, apresentando visíveis e moderadamente grandes ocelos (o que as fazem diferir de espécies do gênero Archaeoprepona). Suas espécies, dotadas de voo poderoso em dossel florestal, compreendem uma ampla variabilidade de formas, ou subespécies; com variações locais e regionais em grande quantidade, principalmente no ex gênero Agrias, em função do clima, da composição do solo, das plantas que servem de alimento às suas larvas e inúmeros outros fatores.

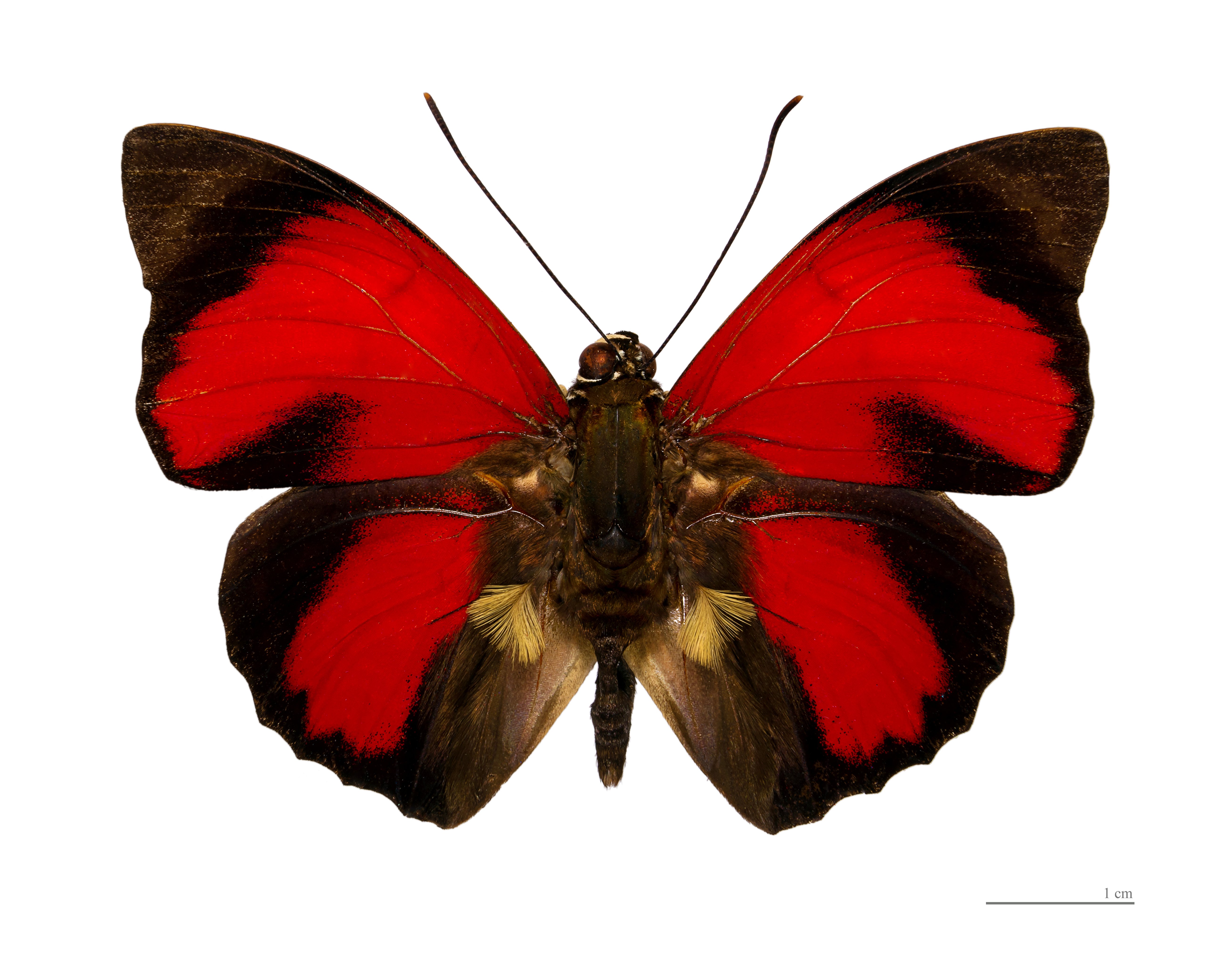
P. claudina (ex Agrias claudina) macho, vista superior, mostrando seus órgãos de androcônia nas asas posteriores.
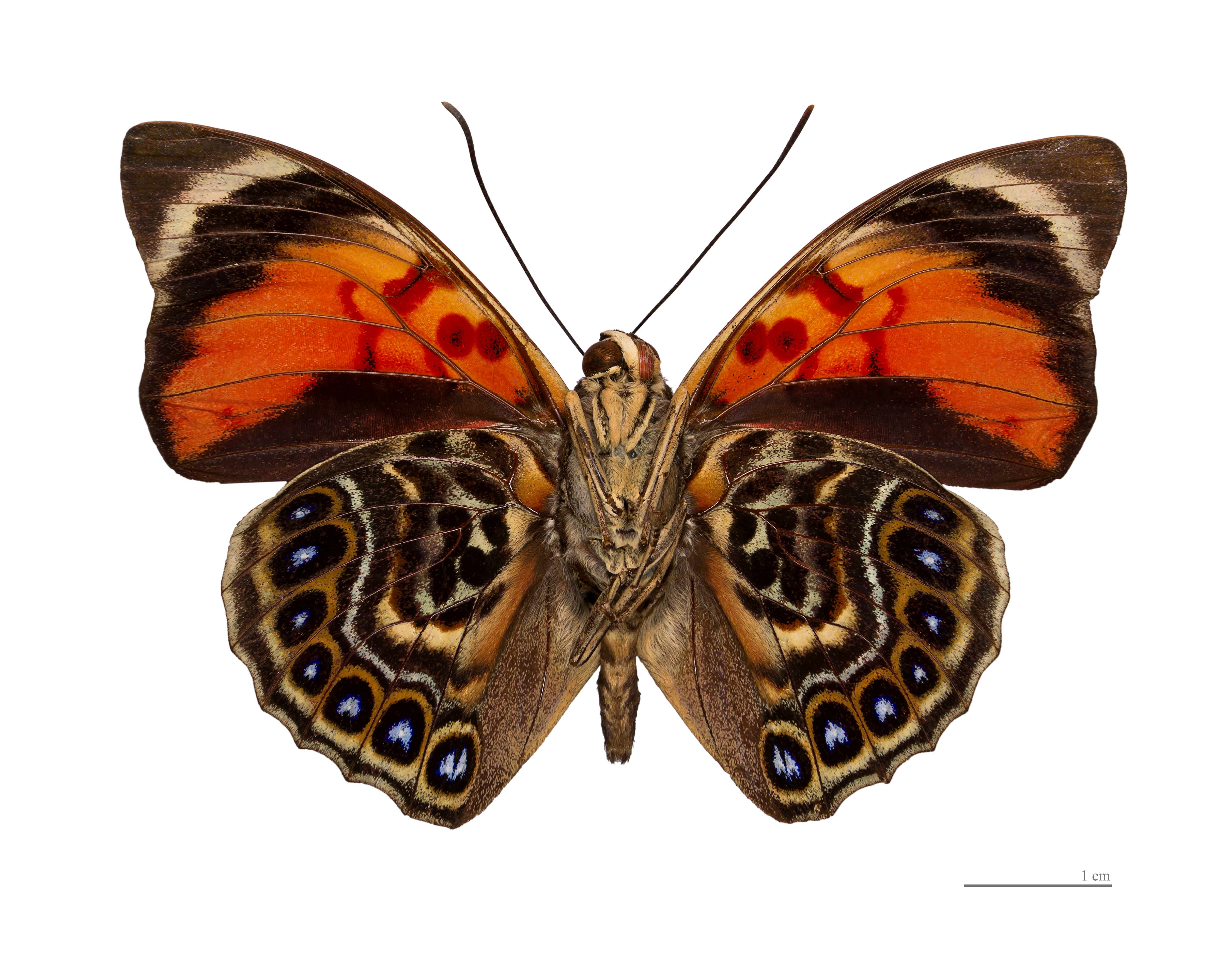
P. claudina (ex Agrias claudina) macho, vista inferior.
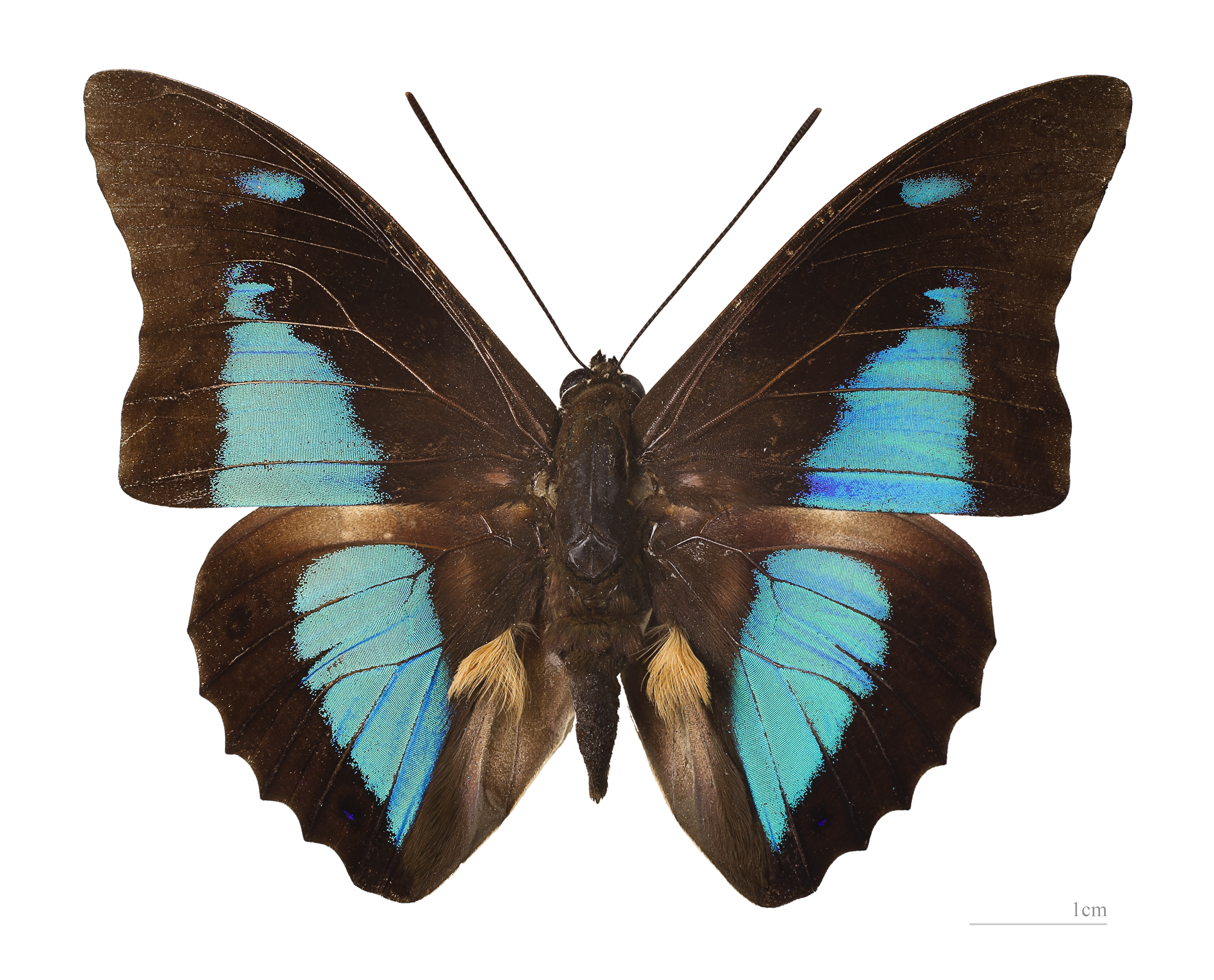
P. laertes macho, vista superior.
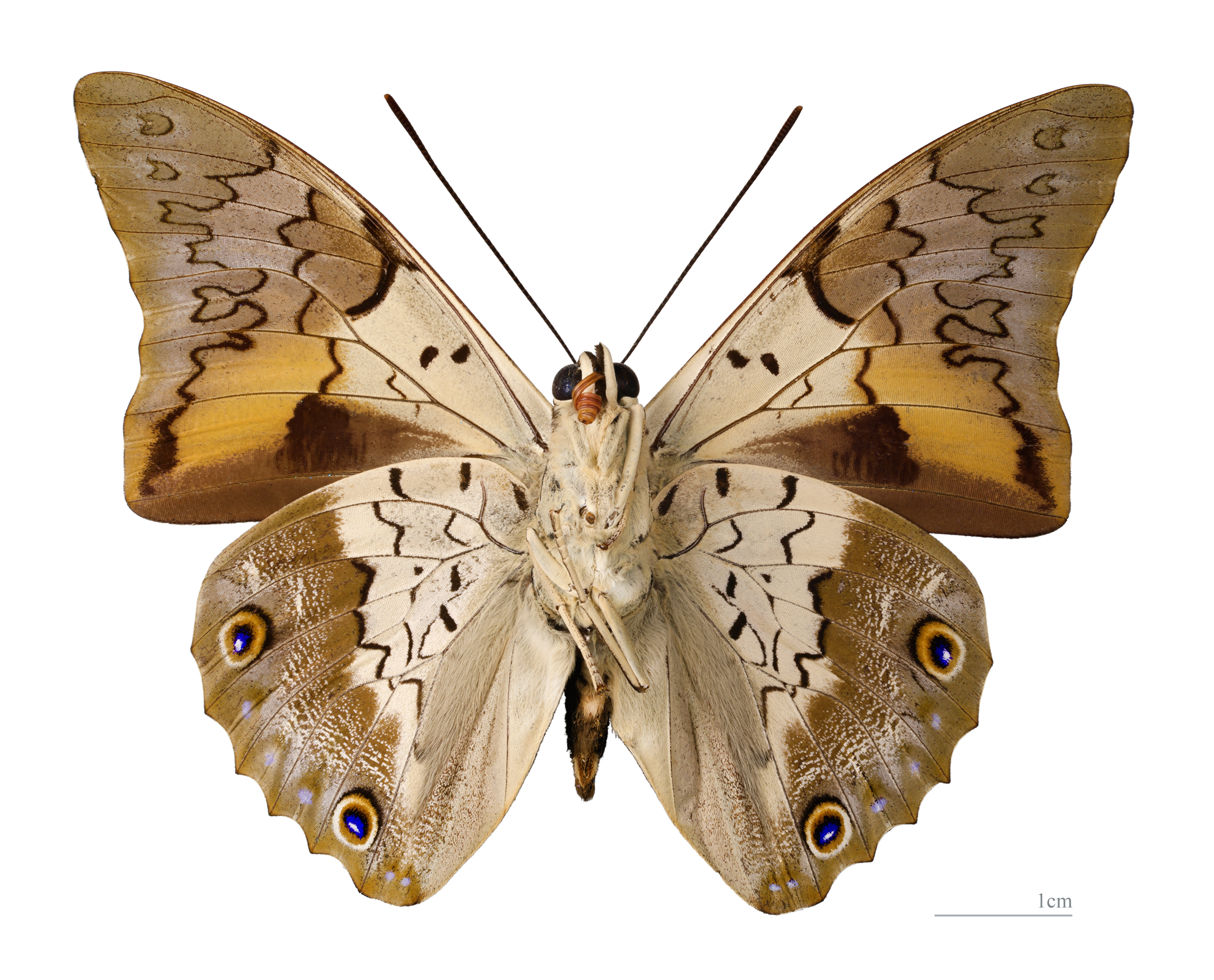
P. laertes macho, vista inferior, mostrando seus ocelos nas asas posteriores.
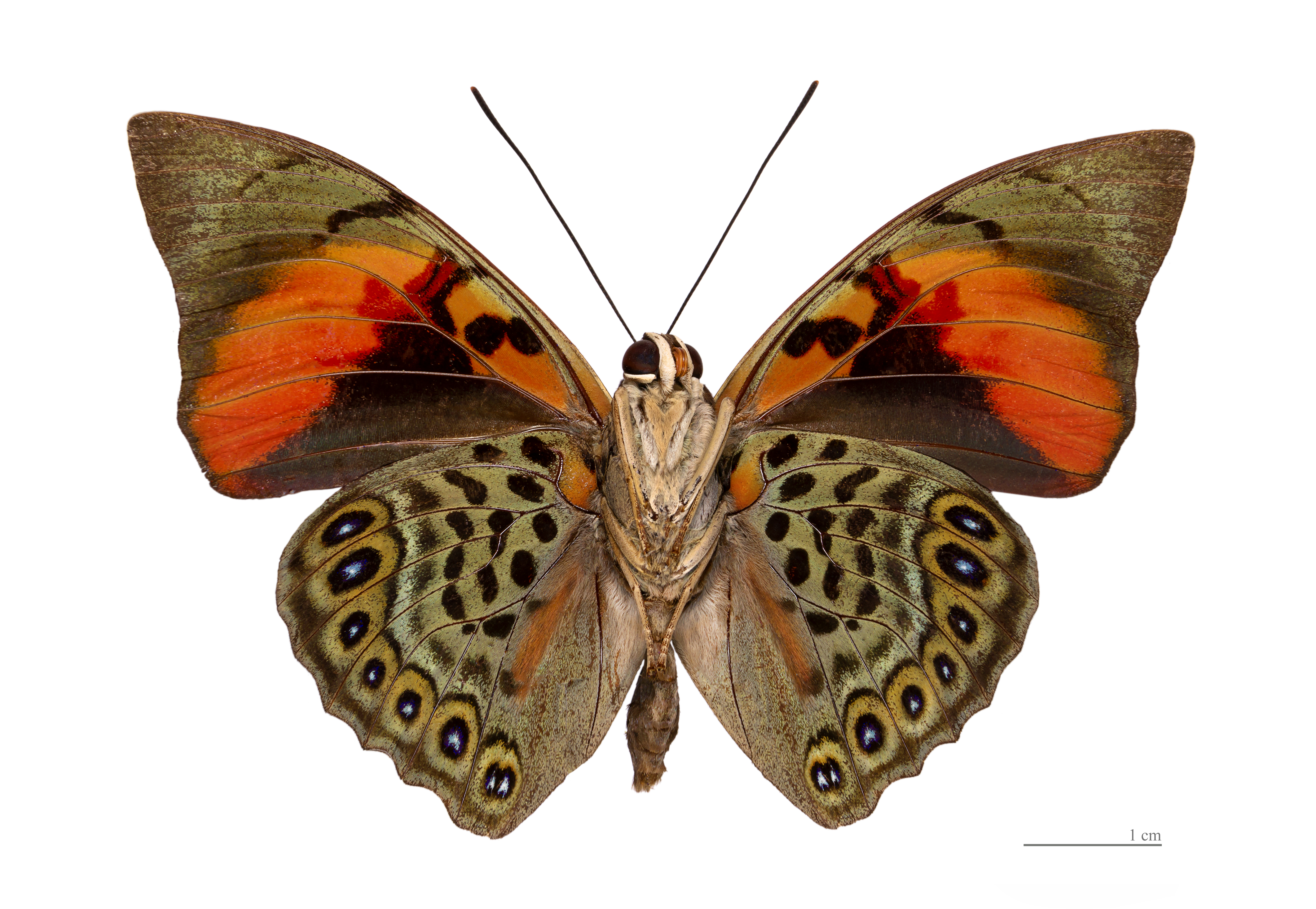
P. narcissus (ex Agrias narcissus) macho, vista inferior.

## Dimorfismo Sexual
Machos de Prepona possuem proeminentes tufos amarelos de escamas de androcônia em suas asas posteriores, que produzem feromônios atraentes às fêmeas para a cópula. Fêmeas podem ser maiores que os machos, embora menos vistosas.

## Mimetismo
Em uma subespécie de Prepona da bacia do rio Amazonas, P. amydon phalcidon, ocorre uma relação de mimetismo com borboletas do gênero Asterope. Outras subespécies de amydon, com marcações em laranja nas asas dianteiras e em azul nas asas traseiras, mimetizam algumas espécies de gêneros como Ancyluris, Callicore, Asterope, Callithea, Annagrapha e Temenis.

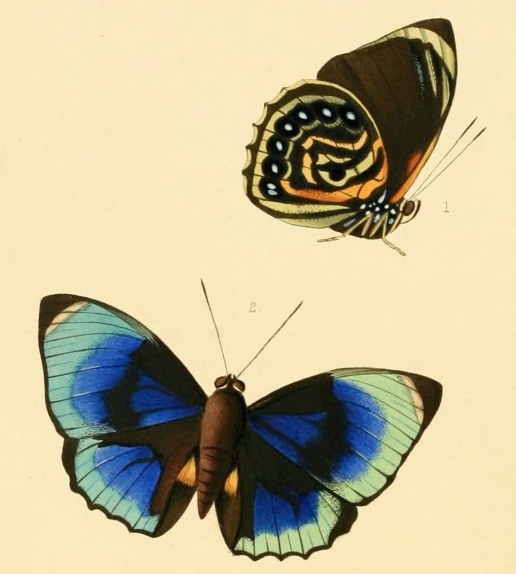
Ilustração de P. amydon phalcidon, onde ocorre uma relação de mimetismo com borboletas do gênero Asterope.
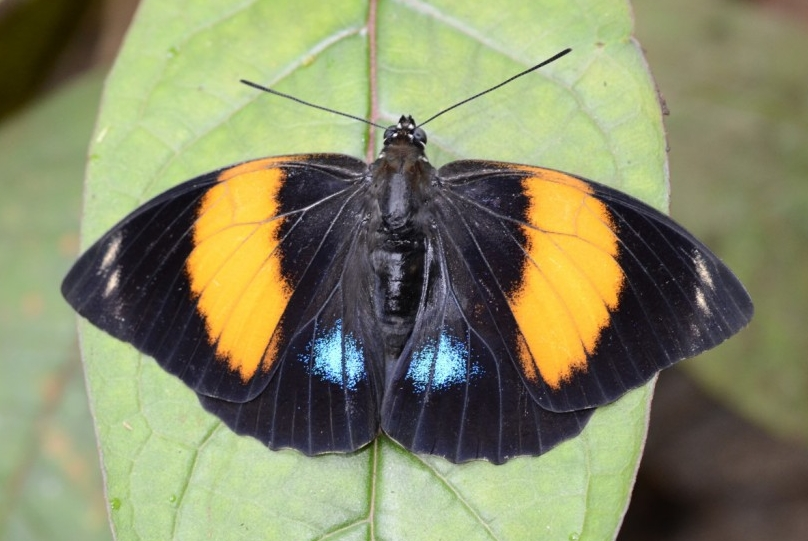
Em outras subespécies de P. amydon, dotadas de laranja nas asas, ocorre o mimetismo com outros gêneros de Lepidoptera.

## Hibridização
Espécies diferentes de Prepona, que convivam em um mesmo habitat, podem formar híbridos entre si; se observando tal fenômeno, inclusive, com representantes do ex gênero Agrias.

## Espécies
- Prepona aedon (Hewitson, 1848)[2] (ex Agrias aedon)[4]
- Prepona amydon (Hewitson, [1854])[2] (ex Agrias amydon)[4]
- Prepona claudina (Godart, [1824])[2] (ex Agrias claudina)[4]
- Prepona deiphile (Godart, [1824])[2]
- Prepona dexamenus Hopffer, 1874[2]
- Prepona eugenes Bates, 1865[2]
- Prepona gnorima Bates, 1865[2]
- Prepona hewitsonius Bates, 1860[2] (ex Agrias hewitsonius)[4]
- Prepona laertes (Hübner, [1811])[2] - Espécie-tipo[1]
- Prepona narcissus Staudinger, [1885][2] (ex Agrias narcissus)[4]
- Prepona praeneste Hewitson, 1859[2]
- Prepona pylene Hewitson, [1854][2]
- Prepona werneri M. Hering & Hopp, 1925[2]

## Conservação
De acordo com os lepidopterologistas Mirna M. Casagrande e Olaf H. H. Mielke, em artigo científico da década de 1990 sobre Agrias, as borboletas deste gênero são as mais cobiçadas pelos colecionadores, causando, eventualmente, pressões negativas sobre as suas populações. Luiz Soledade Otero, no ano de 1986, já citava sobre uma espécie de Agrias (A. claudina) que "desapareceu há 30 anos das matas da cidade do Rio de Janeiro devido à coleta intensiva e sistemática, assim como a fatores ambientais alterados".